# Жълтоглава мармозетка
Жълтоглавата мармозетка (Callithrix flaviceps) е вид бозайник от семейство Остроноктести маймуни (Callitrichidae). Видът е застрашен от изчезване.

## Разпространение
Разпространен е в Бразилия (Еспирито Санто и Минас Жерайс).